# 比列齊克 (列季奇夫區)
49°20′12″N 27°46′9″E / 49.33667°N 27.76917°E
比萊茨凱（烏克蘭語：Білецьке）是位於烏克蘭西部的村莊，由赫梅利尼茨基州裡赫梅利尼茨基區的萊蒂奇夫市鎮負責管轄。該村面積0.87平方公里，海拔高度320米，2001年人口170，人口密度每平方公里194.5人。